# دوري السوبر الألباني 2016–17
دوري السوبر الألباني 2016–17 (بالألبانية: 2016–17 Kategoria Superiore‏) هو الموسم 78 من  دوري السوبر الألباني. أقيم خلال الفترة 7 سبتمبر 2016 وحتى 27 مايو 2017، والذي يشرف على تنظيمه اتحاد ألبانيا لكرة القدم، وكان عدد الأندية المشاركة فيه  10، وفاز فيه نادي كوكسي.